# U136 (潜水艦・2代)
U-136は第二次世界大戦中のナチス・ドイツ海軍のVIIC型Uボートである。
1840年10月2日、U-136はブレーメンにあるブレーマー・ヴルカン造船所で建造番号15として起工され、1941年7月5日に進水し、8月30日にハインリッヒ・ツィンマーマン大尉の指揮の下、就役した。
U-136は就役の日に第6潜水隊群で訓練を開始して活動を開始した。1942年1月1日、U-136は同じく第6潜水隊群で作戦行動を開始した。
U-136は5隻の船合計23,649総登録トンと2隻の軍艦合計1,850トンを撃沈した。また、U-136は8,955総登録トンの船1隻に損傷を与えた。

## 艦歴

### 第1哨戒
U-136の初めての哨戒は珍しく3部に分かれていた。第1部では1942年1月22日にキールを出港して24日にノルウェーのクリスチャンサンに到着した。第2部ではクリスチャンサンから同じくノルウェーのベルゲンまで哨戒した。第3部では北海を横断し、フェロー諸島とシェトランド諸島の間の航路を通り抜けて大西洋に入った。その際、U-136は2月5日にアービュタスを、11日にスパイケナードを撃沈した。また、U-136は17日にエンパイア・コメットを撃沈した。U-136はその後占領中のフランスにあるサン・ナゼールへ航海し、3月1日に到着した。

### 第2哨戒
U-136の第2哨戒中、1942年4月19日にアメリカのノースカロライナ沖でU-136はアクステル・J・バイルスに損傷を与え、24日にニューヨークの南東約280海里(520km、320マイル)でエンパイア・ドラムを撃沈した。乗組員は全員生存していた。そのうちの一人である三等機関士は船の積み荷の一部を両脇に抱えて浮かんでいるところを発見された。その積み荷はTNTであった。

### 第3哨戒と喪失
1942年6月29日、U-136はサン・ナゼールを出港して3回目で最後の哨戒を開始した。7月11日、U-136はマデイラ諸島の西で自由フランス駆逐艦レオパール、イギリスのフリゲートのスペイ、イギリスのスループのペリカンからの爆雷により乗組員全員(男性45名)と共に沈没した。

### ウルフパック
U-136は2つのウルフパックに参加した。
- シュライ (1942年2月1日～2月12日)
- ハイ (1942年7月3日～7月11日)

## 戦果一覧
| 日付          | 船名                    | 国籍         | 総トン数 | 結果 |
| ------------- | ----------------------- | ------------ | -------- | ---- |
| 1942年2月5日  | アービュタス            | イギリス海軍 | 925      | 沈没 |
| 1942年2月11日 | ヘイナ                  | ノルウェー   | 4,028    | 沈没 |
| 1942年2月11日 | スパイケナード          | カナダ海軍   | 925      | 沈没 |
| 1942年2月17日 | エンパイア・コメット    | イギリス     | 6,914    | 沈没 |
| 1942年4月19日 | アクステル・J・バイルス | アメリカ     | 8,955    | 損傷 |
| 1942年4月24日 | エンパイア・ドラム      | イギリス     | 7,244    | 沈没 |
| 1942年4月28日 | アルンド                | オランダ     | 5,163    | 沈没 |
| 1942年5月8日  | ミルドレッド・ポーリン  | カナダ       | 300      | 沈没 |